# Língua tsonga
O tsonga (xiTsonga, chiTsonga) ou shiTsonga (em inglês) é um idioma nigero-congolês da África austral. É uma das línguas de Moçambique, e é também uma das onze línguas oficiais da África do Sul, falada principalmente na província do Limpopo, junto à fronteira do Moçambique. Também é uma língua bastante falada no Zimbábue, onde é chamada de shangani. É a principal das línguas faladas na parte sul de Moçambique, a sul do rio Save.
Seus falantes, na maioria, não consideram o tsonga uma língua única, mas antes um coletivo de pelo menos três grandes línguas separadas: o ronga, o changana e o tsua.
É ainda falada por algumas dezenas de milhares de pessoas no Zimbábue e em Essuatíni, provavelmente de origem sul-africana ou moçambicana, uma vez que as línguas desses países pertencem a grupos linguísticos diferentes: tanto no sul do Zimbabwe como em Essuatíni, as línguas principais, respectivamente siNdebele e o suázi, pertencem ao grupo das línguas angunes.

## Classificação
O tsonga é uma língua banta classificada na família Tswa-Ronga. Em Moçambique, tem três variantes, umas vezes consideradas línguas e outras dialetos: o ronga (falado principalmente na província de Maputo), o changana, na província de Gaza; e o xítsua, no norte da província de Inhambane.
Na África do Sul, é muitas vezes referida como Shangane ou Shangaan; no Zimbábue, é uma das línguas oficial do país, sob o nome de Shangani - grafia inglesa de "changana".
Os seus falantes não consideram a língua “única”, e referem-se a si próprios como “Eu sou um maRonga”, “Eu sou um maChangana”, ou “Eu sou um maTswa” (pronunciado e, por vezes, escrito "mátsua"), provavelmente por razões de linhagem, uma vez que todas essas línguas são inteligíveis entre si. Cada uma destas línguas tem, por sua vez, dialetos ou formas regionais, como o xiRonga do distrito de Matutuíne (o distrito mais a sul de Moçambique), a quem os outros vaRonga (plural de maRonga) apelidam (pejorativamente) de “maDindindi”.
O próprio Ethnologue indica a dúvida relativa a esta família de línguas.

## Escrita
Tsonga utiliza o alfabeto latino com as 5 vogais e as 21 consoantes tradicionais, mas alguns conjuntos consonantais:
- com 2 consoantes: bv, by, dl, dy, dz, hl, kh, kw, mh, nh, ng, nj, nk, ns, ny, pf, ph, sh, sw, ts, zh
- com 3 consoantes: dzw, hlw, khw, ndh, ndy, ngh, nkh, tsw

## Amostra de texto
Pai Nosso (oração)
Tata wa hina la nge matilweni,
vito ra wena a ri hlawuleke;
a ku te ku fuma ka wena;
ku rhandza ka wena a ku endliwe misaveni,
tanihi loko ku endliwa tilweni.
U hi nyika namuntlha vuswa bya hina bya siku rin'wana ni rin'wana;
u hi rivalela swidyoho swa hina,
tanihi loko na hina hi rivalela lava hi dyohelaka;
u nga hi yisi emiringweni,
kambe u hi ponisa eka Lowo biha,
hikuva ku fuma, ni matimba, no ku twala i swa wena.
hi masiku ni masiku.
Amen.

## Xichangana
O Xichangana (popularmente referida como "Changana") é considerada uma das três línguas abrangidas pela designação "Tsonga" e tem o status de uma língua reconhecida pelo Centro de Estudos Africanas (CEA) da Universidade de Eduardo Mondlane, localizada em Maputo (p.225). O Censo Populacional de 2007 de Moçambique informou que havia então em redor de 1.660.319 falantes de Xichangana em Moçambique (cinco anos de idade ou mais) (p. 225).

### Semelhanças com outras línguas
Na fala comum em Moçambique, muitos referem-se ao Xirhonga e ao Xichangana com o mesmo nome de "Changana", o que pode causar certa ambiguidade. Isto não surpreende quando se considera que existem casas em Moçambique onde se fala ronga e changana na mesma família. As diferenças entre o Xichangana e o Xirhonga são várias e serão pormenorizadas mais adiante no artigo. Da maneira mais simplificada, diz-se que os marhongas são naturais da província de Maputo e os machanganas provem de Gaza (p. 101) mas dado que a cidade de Matola na província de Maputo é agora a cidade com mais população em Moçambique e quase tem duplicado na última década, muitas pessoas agora crescem num ambiente de gente que vem de muitas partes e que falam diversas línguas, então muitas crianças das zonas mais urbanas desconhecem as diferencias entre as duas línguas que são conhecidas pelos mais velhos que migraram. Além disto, deve se recordar que há falantes de Xirhonga nas províncias de Gaza e Inhambane (3.651 e 2.871 respectivamente) como também há falantes de Xichangana na província de Maputo (p. 242).

### Fonologia e ortografia
Os fonemas de Xichangana só incluem cinco vogais, mas existem pares mínimos que demostram que o idioma diferencia semanticamente com o tom das vogais, embora seja de frequência reduzida. (p. 231) A riqueza fonológica da linguagem tem muito a ver com as quarenta consoantes e semi vogais, todas representadas com grafemas diferentes (p. 247–8). Entre considerações de prosódia, a duração das vogais em certas partes da frase também é importante (p. 226). Um pormenor interessante sobre a ortografia do idioma é que embora a escritura oficial do nome da língua seja "Xichangana", a combinação de letras "ch" não figura na lista de grafemas padronizados proporcionada pelo 3º Seminário de Padronização da Ortografia das Línguas Moçambicanas (p. 225, 229–31).